# Могаммад Махфізур Рахман
Могаммад Махфізур Рахман (15 травня 1993) — бангладеський плавець.
Учасник Олімпійських Ігор 2012, 2016 років.